# Repeated sequence (genetica)

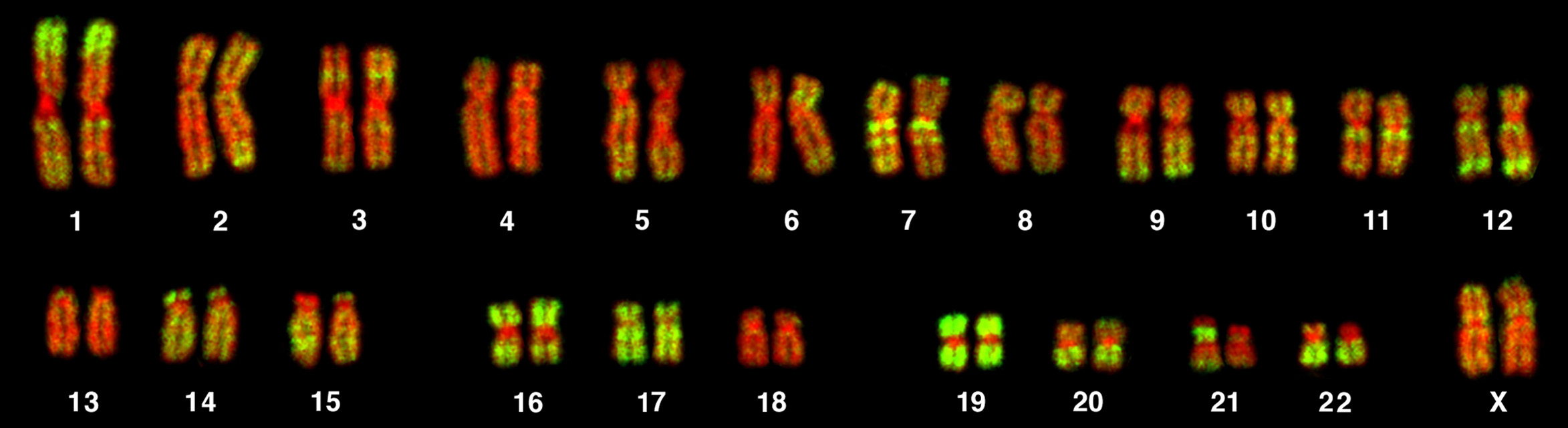
Karyotype van een lymfocyt van een vrouw (46, XX). Chromosomen zijn gehybridiseerd met een probe voor Alu-sequenties (groen) en tegengekleurd met TOPRO-3 (rood). Alu-sequenties worden gebruikt als merker voor de chromosomen en chromosoombanden met veel genen.

Repeated sequences, repeats, repetitieve elementen, repetitief-DNA of repetitief-RNA zijn DNA- of RNA-patronen, die in meerdere kopieën in het genoom voorkomen. Het eerste repetitief-DNA werd ontdekt door de snelle vorming van dubbelstrengig DNA.
In veel organismen bestaat een belangrijke gedeelte van het genoom uit repetitieve elementen. Bij mensen is dit twee derde van het genoom.
Repetitieve elementen kunnen afhankelijk van hun manier van vermeerdering en/of structuur ingedeeld worden in verschillende klassen. De repetitieve elementen bestaan uit een rij van tandem repeated sequences (tandem repeats, korte herhalingen achter elkaar) of zijn verspreid over het genoom. Microsatellieten (SSR - Simple Sequence Repeats) bestaan uit korte stukjes niet coderend (niet voor eiwitsynthese zorgend) DNA, die echter soms wel een duidelijke functie hebben. Repetitieve Alu-sequenties zijn repetitieve DNA-sequenties in genomen van primaten, die behoren tot de SINEs (Short interspersed nuclear elements). Repetitief centromeer satelliet-RNA is essentieel voor de kinetochoorvorming en celdeling. Satelliet RNA komt ook voor bij virussen. Zo heeft het komkommermozaïekvirus satelliet-RNA dat 332 - 405 nucleotiden lang is. Dit satelliet-RNA is nodig voor de vermeerdering, de vorming van de eiwitmantel en de verspreiding van het virus.

## Short tandem repeats

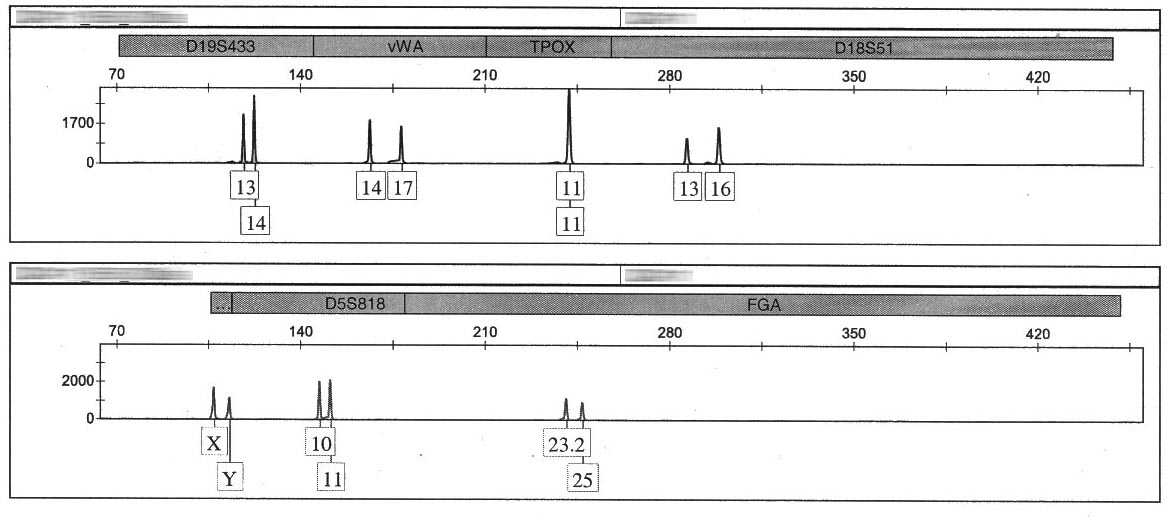
Een deel van een menselijk STR-profiel verkregen met Applied Biosystems Identifiler kit

Short tandem repeats (STR’s) of short tandem repeat polymorphisms (STRP's) zijn vaak 2, 3 of 4 nucleotiden lang (di-, tri- en tetranucleotiden repeats) en worden gemiddeld 10 tot 100 keer herhaald. Ze komen voor in de introns of in het junk-DNA. De STR’s worden dus niet vertaald naar proteïnen, maar horen wel aanwezig te zijn voor het functioneren van een gen.

## Indeling
| Naam                               | Afkorting | Basenparen  | Herhalingen |
| ---------------------------------- | --------- | ----------- | ----------- |
| Satelliet-DNA                      |           | 0002 – 0100 | 0010 – 1000 |
| Short tandem repeat                | STR       | 0002 – 0010 | 0010 – 1000 |
| Microsatelliet                     | SSR       | 0002 – 0004 | 0010 – 1000 |
| Minisatelliet                      |           | 0010 – 0100 | 0004 – 0040 |
| Long terminal repeat               | LTR       | 0200 – 0600 |             |
| Short interspersed nuclear element | SINE      | 0100 – 0500 |             |
| Long interspersed nuclear element  | LINE      | 6000 – 7000 |             |
| Variabel aantal tandemherhalingen  | VNTR      | 0014 – 0100 | 0004 – 0040 |

### Satelliet-DNA
Satelliet-DNA komt vaak voor in centromeren en telomeren.
zeer korte sequenties:
Short tandem repeats: 2 - 10 basenparen met 10 - 1000 herhalingen.
Ondergroep van short tandem repeats: Microsatellieten van 2 - 4 basenparen.
korte sequenties:
Minisatellieten: 10 - 100 basenparen met 4 - 40 herhalingen.

### SINEs und LINEs
SINEs en LINEs zijn relatief gelijk verdeeld over de chromosomen.
SINEs (Short interspersed nuclear elements) zijn 100-500 basenparen lang, 
LINEs (Long interspersed nuclear elements) zijn 6000–7000 basenparen lang.

### CRISPR
In de meeste prokaryoten komen CRISPR-sequenties (clustered regularly interspaced short palindromic repeats) repetitief DNA voor, die tot 1% van het genoom uitmaken. Deze kunnen bij prokaryoten zorgen voor immuniteit tegen bacteriofagen en ander vreemd DNA.